# میناس مصر
میناس مصر (انگلیسی: Menas of Egypt؛ ۲۸۵ – ح. ۳۰۹) معجزه‌گر، شهید و یکی از قدیسان برجسته و مشهور کلیسای قبطی است که به واسطه معجزات بی‌شمارش شناخته می‌شود. میناس یا مینا یا مارمینا یک سرباز قبطی در ارتش امپراتوری روم بود که به خاطر عدم انکار مسیحیت و بازگشت از دین خود کشته شد. تاریخ عمومی یادبود و بزرگداشت وی ۱۱ نوامبر است که در گاه‌شماری ژولینی مصادف با ۲۴ نوامبر است.